# Schulenberg im Oberharz
Schulenberg im Oberharz – dawna gmina w Niemczech, w kraju związkowym Dolna Saksonia, w powiecie Goslar, wchodząca w skład gminy zbiorowej Oberharz. 1 stycznia 2015 została połączona z miastem Altenau, tworząc Altenau-Schulenberg im Oberharz, dzielnicę miasta Clausthal-Zellerfeld. Do końca 2010 uzdrowisko.